# Пшезвиська
Пшезвиська (пол. Przezwiska) — село в Польщі, у гміні Беляви Ловицького повіту Лодзинського воєводства.
Населення — 104 особи (2011).
У 1975-1998 роках село належало до Скерневицького воєводства.

## Демографія
Демографічна структура станом на 31 березня 2011 року:
|          | Загалом | Допрацездатний вік | Працездатний вік | Постпрацездатний вік |
| -------- | ------- | ------------------ | ---------------- | -------------------- |
| Чоловіки | 50      | 12                 | 29               | 9                    |
| Жінки    | 54      | 8                  | 25               | 21                   |
| Разом    | 104     | 20                 | 54               | 30                   |